# Прети
Пре́ти, (мн. число з санскр. प्रेतप्रेत, preta IAST, «що пішов») — також голодні духи.
У давньоіндійській (ведійській та індуїстській) міфології духи померлих, які протягом деякого періоду після смерті (від декількох тижнів до року) залишаються жити серед людей. За цей час людям необхідно зробити певний ритуал (сапіндікарану), щоб прети не стали бхутами, демонами із свити Шиви, але об'єднались з пітарами (померлими предками, які перебувають на третьому небі) в небесному царстві. Проте, в народних забобонах прети часто ототожнюються з бхутами і розглядаються як істоти, ворожі людям. 
У різних варіантах міфів розповідається про народження претів з осаду бажання чи гніву божества, подоланих, але не знищених без залишку. Так, в одному з міфів про Брахму, уособлення творчої енергії бажання, говориться, що силою думки Брахма створив дочку — першу в світі жінку, і відразу захотів її, підкоряючись своїй природній сутності. Але, будучи також втіленням блага, істини та чистоти, він спробував подолати це бажання. З крапель поту, якими покрилося його тіло у цій напруженій внутрішній боротьбі, й виникли прети. 
У буддійській схемі реінкарнації прети - це нижчий сегмент Колеса Життя[джерело не вказане 2536 днів], на безлічі рівнів якого реінкарнація відбувається відповідно з єдиною кармою. Прети займають свого роду чистилище, призначене для людей, які зіпсували свою карму заздрістю, відмовою давати милостиню, жадібністю і т. п. Вони повинні виправити свою карму і залишаються в Нараці, забуті своїми родичами, постійно відчуваючи голод і спрагу. Ці муки тривають, доки карма не виправиться. Прети виглядають, як палаючі дерева з горлом товщиною з вушко голки і з черевом розмірами з гору[джерело не вказане 2536 днів]. 
Вони живуть на перехрестях, улюблених місцях духів, привидів, відьом і божеств, пов'язаних з підземним світом. Також вони люблять збиратися у огорож будинків і на кордонах володінь. 